# Le Pla
Le Pla (auf Okzitanisch Al Plan oder Lo Pla) ist eine französische Gemeinde mit 61 Einwohnern (Stand 1. Januar 2022) im Département Ariège in der Region Okzitanien. Sie gehört zum Kanton Haute-Ariège und zum Arrondissement Foix.
Nachbargemeinden sind Rouze im Norden, Le Puch im Nordosten, Quérigut im Osten, Puyvalador im Südosten, Fontrabiouse im Süden und Artigues im Westen.

## Bevölkerungsentwicklung

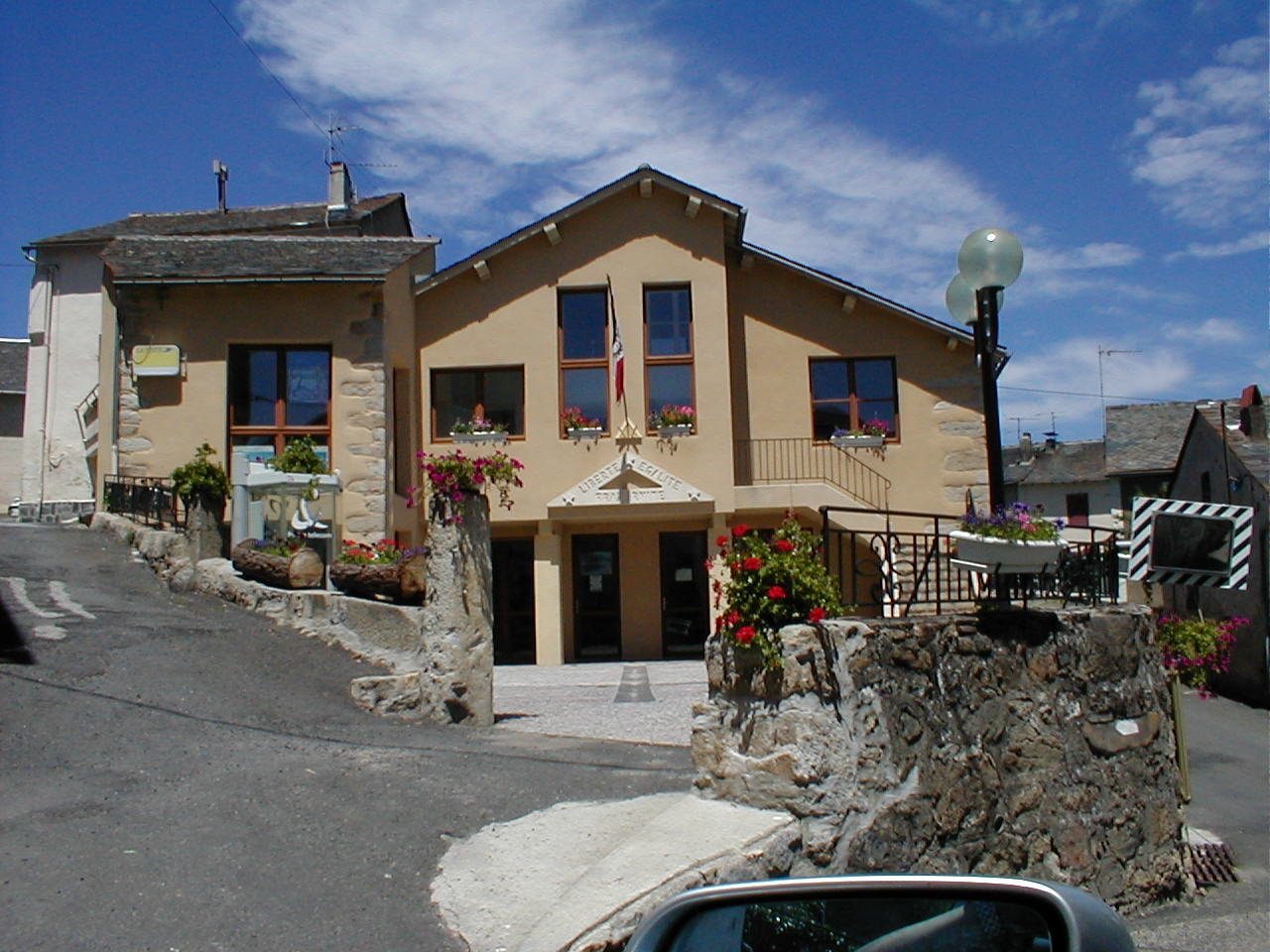
Mairie Le Pla

| Jahr                       | 1962 | 1968 | 1975 | 1982 | 1990 | 1999 | 2008 | 2015 |
| -------------------------- | ---- | ---- | ---- | ---- | ---- | ---- | ---- | ---- |
| Einwohner                  | 88   | 86   | 64   | 71   | 75   | 79   | 67   | 56   |
| Quellen: Cassini und INSEE |      |      |      |      |      |      |      |      |